# Герасимчук, Андрей Германович
Герасимчук, Андрей Германович (7 февраля 1987, Минск, Белорусская ССР, СССР) — белорусский боец муай тай и К-1. Мастер спорта международного класса. Тренируется в СК «ШОК» у Дмитрия Шакуты и в Республиканском центре олимпийской подготовки единоборств у Евгения Добротворского. Ранее работал с тренерами Алексеем Самосейко и Дмитрием Пекарчиком.

## Биография

### Любительская карьера
Заниматься в секции муай тай клуба «Кик Файтер» начал в 16-летнем возрасте благодаря проекту «Добрая сила», организованным Евгением Добротворским для перевоспитания трудных подростков. Первые победы пришли уже через год — в 2004 году Андрей выиграл Кубок мира по тайскому боксу, а через три года повторил этот успех. В 2009 году он впервые поехал на чемпионат мира и сразу завоевал золотую медаль.
В 2010 году Герасимчук завоевал серебряные награды чемпионатов мира и Европы по тайскому боксу. 2011 год снова принес ему серебро чемпионата Европы, а 2012 — бронзу чемпионата мира и Европы.
В 2014 году он стал первым на чемпионате Европы в Польше, а в 2015—2016 гг. брал золото на чемпионатах мира. В 2017 году домашний чемпионат мира в Минске принес Андрею бронзовую медаль.
Начиная с 2009 года он не проиграл ни одного чемпионата Беларуси.

### Профессиональная карьера
В 2009 году Андрей выиграл Чемпионат Беларуси EMT среди профессионалов. В 2011 году победил нокаутом россиянина Ивана Пентку в поединке за вакантный титул чемпиона мира по версии W5. В 2012 году добавил к послужному списку пояс чемпиона Европы по версии WKN среди профессионалов в разделе К-1 в весовой категории 86 кг и титул чемпиона мира PFAMT в весе до 91 кг.
После этого последовал неудачный отрезок из шести поражений подряд, который прервался в июне 2016 года на турнире-четвёрке Kunlun Fight 6, проходившем в Китае, в весовой категории до 100 кг, где Андрей оказался сильнее Арнольда Оборотова (нокаутом) и Дмитро Безуса (единогласным решением судей) и в очередной раз стал чемпионом мира среди профессионалов.
В сентябре он опять принял участие в турнире-четверке Kunlun fight 10 в Минске и одержал уверенные победы над французом Кулибали (нокаутом) и китайским бойцом (техническим нокаутом). Год завершил на положительной ноте: Андрей победил суринамца Сержио Пике на турнире Kunlun fight 14.
3 января 2015 года Андрей Герасимчук совершил настоящую сенсацию, неожиданно для многих поклонников единоборств дважды отправив в нокдаун и победив со счётом 3:0 первого номера Glory голландца Рико Верхувена в рамках турнира Kunlun Fight 15 в Китае. После этого его пригласили принять участие в турнире супертяжеловесов Kunlun Fight. На стадии 1/8 1 февраля 2015 года в Гуаньчжоу он победил чемпиона It’s ShowTime голландца Ашвина Балрака. В четвертьфинале турнира, который проходил 17 марта 2015 года, выиграл техническим нокаутом у американца Стива Бенкса. Но 7 июня в полуфинале он уступил раздельным решением судей египтянину Хесди Гергесу.
После этого он год не выступал по профессионалам и вернулся в ринг только 30 июля 2016 года в поединке с португальцем Бруно Сусано в рамках четвертьфинала турнира супертяжеловесов Kunlun Fight. В этом бою Андрей одержал победу единогласным решением судей. Следующий бой состоялся в полуфинале финальной четверки на турнире Kunlun Fight 52. Соперником белоруса был грек Афа Касапис — Герасимчук одержал победу единогласным решением судей. В финале против него выходил украинец Цотне Рогава. Непростой поединок закончился победой решением судей после экстрараунда и принес Андрею пояс чемпиона мира по версии Kunlun Fight.
2 января 2017 года на турнире Kunlun Fight 56 он встречался с бразильцем Фелипе Мичелетти. Оба соперника в течение боя побывали в нокдаунах, но в итоге победа единогласным решением судей досталась белорусскому бойцу.

## Титулы любительские

### Кикбоксинг
- 2008 — Кубок мира WAKO (Венгрия)  86 кг
- 2009 — Кубок мира WAKO (Венгрия)  86 кг
- 2009 — Чемпионат Беларуси К-1  86 кг
- 2010 — Чемпионат Беларуси К-1  86 кг
- 2011 — Чемпионат Беларуси К-1  86 кг
- 2012 — Чемпионат Беларуси К-1  86 кг
- 2013 — Чемпионат Беларуси К-1  86 кг

### Тайский бокс
- 2009 — Чемпионат Европы IFMA (Латвия)  86 кг
- 2009 — Чемпионат мира IFMA (Таиланд)  86 кг
- 2010 — Чемпионат Европы IFMA (Италия)  86 кг
- 2010 — Чемпионат мира IFMA (Таиланд)  86 кг
- 2011 — Чемпионат Европы IFMA  86 кг
- 2011 — Чемпионат мира IFMA (Узбекистан)  86 кг
- 2012 — Чемпионат Европы IFMA (Турция)  86 кг
- 2012 — Чемпионат мира IFMA (Россия)  86 кг
- 2014 — Чемпионат Европы IFMA (Польша)  + 91 кг
- 2015 — Чемпионат мира IFMA (Таиланд)  +91 (получил приз лучшего бойца Чемпионата мира)
- 2016 — Чемпионат мира IFMA (Швеция)  + 91 кг

## Профессиональные титулы
- 2009 — Чемпион Беларуси EMT (86 кг)
- 2012 — Чемпион Европы по версии WKN (84 кг) Франция
- 2012 — Чемпион Мира PFAMT (91 кг) Россия
- 2013 — Чемпион Мира W5 (91 кг) Россия
- 2014 — Чемпион Мира IPCC &WLF (+95 кг) Китай
- 2014 — Чемпион Grand Prix IPCC &Kunlun fight K-1 95 кг Беларусь
- 2016 — Чемпион Grand Prix Kunlun fight K-1 + 95 кг Китай